# Ольговка (Ульяновская область)
Ольговка — упразднённая в 1973 году деревня в Старомайнском районе Ульяновской области РСФСР СССР. Ныне урочище Ольговка, на территории Прибрежненского сельского поселения.

## География
Деревня Ольговка Кременского сельского Совета находилась в 16 км к юго-востоку от Старой Майны, в двух км южнее посёлка Восход, в 4 км восточнее села Кремёнские Выселки. Ныне сохранился небольшой зелёный оазис, где цветут заросли сирени. Здесь можно найти кладбищенские кресты и заброшенный пруд.

## История
Деревня основана в 1820 году мелкопоместным дворянином Иваном Канищевым и назывался Канищевский Выселок. У него выселок покупает княгиня Ольга Чегодаева и называет его Ольговка. По преданию, барыня переселила сюда крестьян, выменяв их на породистых собак в деревне Войкино. Рядом с деревенькой был вырыт пруд, тоже названный Ольгиным, разделённый плетнём на барский и крестьянский. В отличие от крестьянского, в барском пруду ловить рыбу и купаться не разрешалось. Воду для собственных нужд ольговцы брали из колодцев.
В 1861 году Ольговка вошла в Кремёнскую волость, в которую входили: с. Кремёнки, с. Головкино,  Старый Урень, Кремёнские Выселки, Малиновка и сельцо Ивановка.
На 1890 год в деревне было: 1 ветряная мельница, имение княгини Натальи Александровны Чегодаевой. 
На 1900 год в деревне имелась часовня.
На 1910 год в деревне имелась церковно-приходская школа. На пруду находилась усадьба Д. Д. Волкова.
Последним владельцем деревни, после смерти отца — коллежского секретаря Дмитрия Васильевича Волкова, перешла к его сыну коллежскому советнику Дмитрию Дмитриевичу Волкову, почётный  мировой судья Ставропольского уезда. 
В 1918 году был создан Ольговский сельсовет.
В 1921 году Ольговка сгорела дотла. К этой беде добавились эпидемия тифа и ужасный голод в Поволжье (1921—1922), а американская помощь, в основном для детей, пришла лишь в марте двадцать второго.
В 1931 году в Ольговке был создан колхоз «Красная жатва».
В Великую Отечественную войну ольговцы потеряли 20 человек.
В 1959 году колхоз «Красная жатва» присоединили к совхозу «Старомайнский» (с. Прибрежное).
К началу семидесятым годам деревня была признана неперспективной и в 1973 году исчезла.
Административно-территориальная принадлежность
С 1861 года Ольговка находилась в Кременской волости Ставропольского уезда Самарской губернии.
С 25 февраля 1924 года в составе Кремёнкинского сельсовета Мелекесского уезда Самарской губернии.
6 января 1926 года — в Старомайнской волости Мелекесского уезда Ульяновской губернии.
С 16 июля 1928 года — в Старомайнском районе Ульяновского округа Средне-Волжской области.
С 29 октября 1929 года — в Кремёнском сельсовете Чердаклинского района Средне-Волжского края, с 30 июля 1930 года — Куйбышевского края и с 1936 года — Куйбышевской области.
С 19 января 1943 года в составе Кремёнского сельсовета Старомайнского района Ульяновской области.

## Население
- На 1859 год — в 12 дворах жило: 49 м. и 53 ж.[3];
- На 1884 год — в 36 дворах жило 197 человек[8];
- На 1890 год — в 31 дворе жило 190 человек[4];
- В 1900 году в деревне в 37 дворах проживало: 101 м. и 107 ж. (208 человек)[5].
- На 1910 год — в 47 дворах жило: 150 муж. и 200 жен.[6];
- На 1928 год — в 38 дворах жило: 97 муж. и 108 жен. (205)[9];
- На 1930 год — в 55 дворах жило 311 жителей;[10]
- В 1959 году в Ольговке жило 138 жителей[8];